# Kasteel van Wannegem-Lede

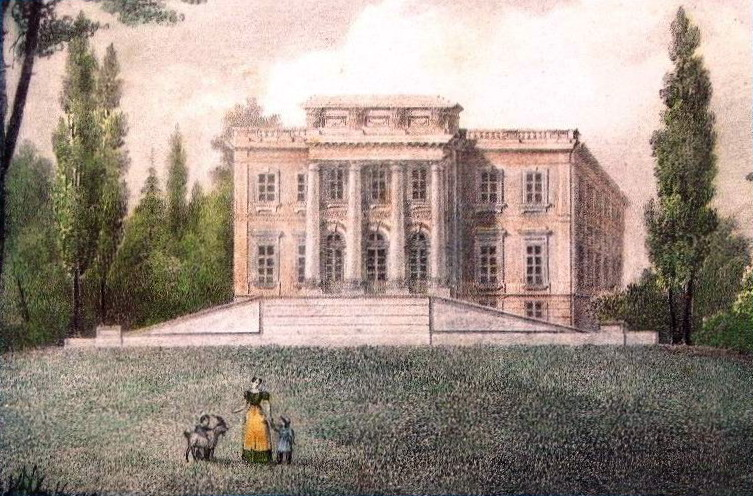
Het kasteel van Wannegem-Lede op een 19e-eeuwse litho

Het Kasteel van Wannegem-Lede, of het Kasteel de Ghellinck d'Elseghem, ligt in Wannegem-Lede, een deelgemeente van Kruisem. De oprit van het kasteel bevindt zich aan de Huisepontweg. 

## Architect Barnabé Guimard
Het Kasteel van Wannegem-Lede, ook het ‘Petit Trianon’ van Vlaanderen genoemd (vgl. park van Versailles), is een voorbeeld van een laat-18e-eeuws ‘maison de plaisance’ in zuiver classicistische of Lodewijk XVI-stijl. Barnabé Guimard ontwierp het in 1785-86. Hij was een leerling van Jacques-Ange Gabriel (Paleis van Versailles) en bouwmeester van het Koningsplein, het Warandepark en het Paleis der Natie in Brussel. Opdrachtgever was Alphonse Baut de Rasmon, afkomstig uit een kapitaalkrachtige Gentse familie van industriëlen en lid van diverse besturen tot het hoogste niveau zoals de Staten-Generaal. Zijn vader kocht de heerlijkheid Wannegem-Lede in 1765 van de familie Montmorency. Het park werd aangelegd op ingeving van de Duitse tuinbouwkundige Hirschfeld. Een gedenksteen in het park herinnert hieraan. Het kasteelpark omvat een vijver met eilandje (met classicistisch tuinpaviljoentje), bruine beuken, exotische bomen, een orangerie en een fazantenkooi.  Binnen zijn de inkomhal en het grote salon verfraaid met classicistische stucdecoraties (o.a. halfreliëfs) van de Italiaanse broers Moretti. 
Van 1859 tot 1996 was het kasteel in handen van de adellijke familie de Ghellinck, sindsdien is het in privébezit. 

## Beschermd monument
Het kasteeldomein en het kasteel zijn beschermd als landschap en als monument.

## Bereikbaarheid
Het kasteel van Wannegem-Lede ligt tussen de valleien van de Schelde en de Leie, bereikbaar langs de weg Wannegem-Huise. Het kasteel is niet toegankelijk voor het publiek.

## Afbeeldingen

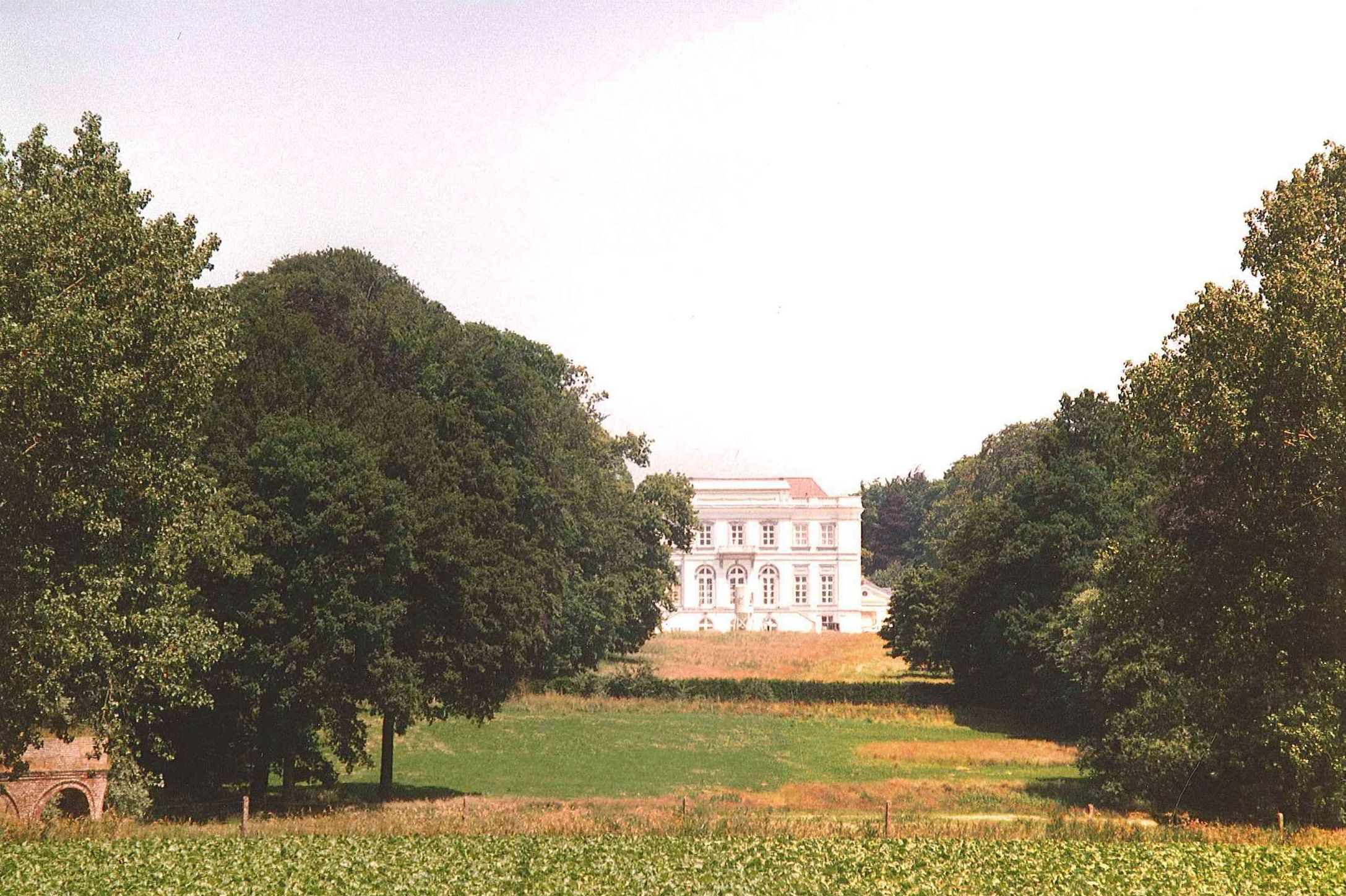